# Heinz Otto Quilitzsch
Heinz Otto Quilitzsch (Pseudonyme: Sidney King, H. O. Quitz, Heinz O. Quitz, Heinz Otto Quitz, H. O. Singer, Kibi Williams; * 1919 in Wien; † 1983 in München) war ein österreichischer Schriftsteller.

## Leben
Heinz Otto Quilitzsch absolvierte eine Lehre als Schriftsetzer und war anschließend in diesem Beruf tätig. Später arbeitete er als Werbekaufmann und Journalist für eine Studentenzeitung in Wien. Quilitzsch nahm als Soldat am Zweiten Weltkrieg teil. Nach 1945 lebte er als freier Schriftsteller in Wien, später in München.
Heinz Otto Quilitzsch veröffentlichte unter mehreren Pseudonymen zahlreiche Unterhaltungsromane. Er war vor allem auf dem Gebiet des klassischen Wildwestromans tätig, schrieb daneben aber auch Abenteuer-, Kriminal- und Frauenromane sowie Hörspiele. Seine Werke erschienen meist zuerst als Leihbuch und später in Heftform. Uner seinem Pseudonym H. O. Quitz schrieb er auch eine Hörspielreihe für den Österreichischen Rundfunk.

## Werke
- Dschungelstation K 27, Wien 1950 (unter dem Namen H. O. Quitz)
- Waffen für Morenga, Wien 1950 (unter dem Namen H. O. Quitz)
- Die Geier des Llanos, Wien 1951 (unter dem Namen Kibi Williams)
- Die Gesetzlosen, Wien 1951 (unter dem Namen Kibi Williams)
- Die graue Schlucht, Wien 1951 (unter dem Namen Kibi Williams)
- Das Haupt der Vier, Wien 1951 (unter dem Namen Kibi Williams)
- Kämpfer ohne Gnade, Wien 1951 (unter dem Namen Kibi Williams)
- Kampf um die Braddock-Ranch, Wien 1951 (unter dem Namen Kibi Williams)
- Der Mann mit dem schlechten Ruf, Wien 1951 (unter dem Namen Heinz Otto Quitz)
- Das Nachtgesicht, Wien 1951 (unter dem Namen Kibi Williams)
- Verrat in Texas, Wien 1951 (unter dem Namen Kibi Williams)
- Wer schneller schießt, Wien 1951 (unter dem Namen Kibi Williams)
- Der Blitztöter, Wien 1952 (unter dem Namen Kibi Williams)
- Blutige Erde, Wien [u. a.] 1952 (unter dem Namen Kibi Williams)
- Der Boss von Henderville, Wien [u. a.] 1952 (unter dem Namen Kibi Williams)
- Der Cowboyschreck, Wien 1952 (unter dem Namen Kibi Williams)
- Gebrandmarkt, Wien [u. a.] 1952 (unter dem Namen Kibi Williams)
- Die Gespensterreiter von Eldara, Wien 1952 (unter dem Namen Kibi Williams)
- Der Linkshänder, Wien [u. a.] 1952 (unter dem Namen Kibi Williams)
- Mann ohne Ehre, Wien 1952 (unter dem Namen Kibi Williams)
- Sheriff Scott trinkt Limonade, Wien 1952 (unter dem Namen Kibi Williams)
- Der Todesreiter von Arkansas, Wien 1952 (unter dem Namen Kibi Williams)
- Vogelfrei, Wien 1952 (unter dem Namen Kibi Williams)
- Die Wölfe von Arizona, Wien 1952 (unter dem Namen Kibi Williams)
- Der Limonaden-Sheriff, München 1953 (unter dem Namen Kibi Williams)
- Ein Mann auf der Flucht, München 1953 (unter dem Namen Kibi Williams)
- Panik, München 1953 (unter dem Namen Kibi Williams)
- Die Peitschen-Lady, München/Pasing 1953 (unter dem Namen Kibi Williams)
- Einer rechnet ab, München 1953 (unter dem Namen Kibi Williams)
- Ein Teufelsjob für Comber, München 1953 (unter dem Namen Kibi Williams)
- Der Feigling, Augsburg 1954 (unter dem Namen Kibi Williams)
- Männer, die in Stiefeln sterben, Düsseldorf 1954 (unter dem Namen Kibi Williams)
- Phantome in der Nacht, Düsseldorf 1954 (unter dem Namen Kibi Williams)
- Das Recht des Stärkeren, Augsburg 1954 (unter dem Namen Sidney King)
- Todeswirbel in Nevada, Augsburg 1954 (unter dem Namen Sidney King)
- Warnung vor Sandy Fox, Düsseldorf 1954 (unter dem Namen Kibi Williams)
- Der Bastard, Düsseldorf 1955 (unter dem Namen Kibi Williams)
- Der Boss bleibt im Dunkeln, Düsseldorf 1955 (unter dem Namen Kibi Williams)
- Fegefeuer, Düsseldorf 1955 (unter dem Namen Kibi Williams)
- Ein harter Brocken, Düsseldorf 1955 (unter dem Namen H. O. Singer)
- Horizont in Flammen, Düsseldorf 1955 (unter dem Namen Kibi Williams)
- Hurricane, Düsseldorf 1955 (unter dem Namen Kibi Williams)
- Ein Mann spielt Schicksal, Düsseldorf 1955 (unter dem Namen Kibi Williams)
- Die Ranch der Geächteten, Düsseldorf 1955 (unter dem Namen Kibi Williams)
- Sturm über Texas, Düsseldorf 1955 (unter dem Namen Kibi Williams)
- Todestal, Wien 1955 (unter dem Namen Kibi Williams)
- Die Verlorenen, Düsseldorf 1955 (unter dem Namen Kibi Williams)
- Brennende Prärie, Düsseldorf 1956 (unter dem Namen Kibi Williams)
- Tödliche Freundschaft, Düsseldorf 1956 (unter dem Namen Kibi Williams)
- Nur eine einzelne Kugel, Düsseldorf 1957 (unter dem Namen Kibi Williams)
- Der rote Strom, Düsseldorf 1957 (unter dem Namen Kibi Williams)
- Eine Stadt hat Angst, München 1957 (unter dem Namen H. O. Singer)
- Staubige Fährte, Düsseldorf 1957 (unter dem Namen Kibi Williams)
- Das Tal des Schweigens, Düsseldorf 1957 (unter dem Namen Kibi Williams)
- Die vergessene Mannschaft, Düsseldorf 1957 (unter dem Namen Kibi Williams)
- Der Eidbrüchige, Düsseldorf 1958 (unter dem Namen Kibi Williams)
- Einmaleins des Todes, Düsseldorf 1958 (unter dem Namen H. O. Singer)
- Gezählte Stunden, Düsseldorf 1958 (unter dem Namen H. O. Singer)
- Der Hinkende, Köln 1958 (unter dem Namen Kibi Williams)
- Kampf ohne Gnade, Darmstadt 1958 (unter dem Namen Kibi Williams)
- Mann ohne Zukunft, Düsseldorf 1958 (unter dem Namen H. O. Singer)
- Rogans letzter Tag, Düsseldorf 1958 (unter dem Namen H. O. Singer)
- Ein Sheriff hat keine Freunde, München 1958 (unter dem Namen Kibi Williams)
- Die Treiberpeitsche, Hamburg-Wandsbek 1958 (unter dem Namen Kibi Williams)
- Ungleiche Freunde, Düsseldorf 1958 (unter dem Namen H. O. Singer)
- Allein gegen eine Stadt, München 1959 (unter dem Namen Kibi Williams)
- Bebende Erde, Hamburg-Wandsbek 1959 (unter dem Namen Kibi Williams)
- Die endlose Spur, Düsseldorf 1959 (unter dem Namen H. O. Singer)
- Man nennt ihn Lassy, Düsseldorf 1959 (unter dem Namen H. O. Singer)
- Mit Pech und Schwefel, Düsseldorf 1959 (unter dem Namen H. O. Singer)
- Ohne Erbarmen, Düsseldorf 1959 (unter dem Namen H. O. Singer)
- Pakt mit dem Teufel, Düsseldorf 1959 (unter dem Namen H. O. Singer)
- Stadt in Angst, Düsseldorf 1959 (unter dem Namen H. O. Singer)
- Verspieltes Leben, Düsseldorf 1959 (unter dem Namen H. O. Singer)
- Colin Baxters großer Job, Köln 1960 (unter dem Namen Kibi Williams)
- Fünf Kugeln für die Ewigkeit, Düsseldorf 1960 (unter dem Namen Kibi Williams)
- Der gebrochene Pfeil, München 1960 (unter dem Namen Heinz Otto Quitz)
- Hyänen der Wüste, München 1960 (unter dem Namen H. O. Singer)
- Jagd auf Hurricane, Hamburg 1960 (unter dem Namen Kibi Williams)
- Ein Mann wie der Satan, München 1960 (unter dem Namen H. O. Singer)
- Paß auf, Deruga!, Hamburg 1960 (unter dem Namen Kibi Williams)
- Des Teufels rechte Hand, Düsseldorf 1960 (unter dem Namen H. O. Singer)
- Die Todesschlucht, München 1960 (unter dem Namen H. O. Singer)
- Töte oder stirb, Düsseldorf 1960 (unter dem Namen H. O. Singer)
- Verraten und verkauft, Düsseldorf 1960 (unter dem Namen H. O. Singer)
- Aus dem Hinterhalt erschossen ..., München 1961 (unter dem Namen Sidney King)
- Blei aus der Hölle, Düsseldorf 1961 (unter dem Namen Kibi Williams)
- In letzter Minute, Hamburg 1961 (unter dem Namen Kibi Williams)
- Land des roten Staubes, Düsseldorf 1961 (unter dem Namen Kibi Williams)
- Sie alle fahren zur Hölle, Düsseldorf  1961 (unter dem Namen Kibi Williams)
- Stirb wie ein Mann, Düsseldorf 1961 (unter dem Namen H. O. Singer)
- Des Teufels rechte Hand, Hamburg 1961 (unter dem Namen Kibi Williams)
- Der Boss im Hinterhalt, Balve/Sauerland 1962 (unter dem Namen Kibi Williams)
- Der Bruder des Gehängten, Balve/Sauerland 1962 (unter dem Namen Kibi Williams)
- Im Hexenkessel von Nevada, Balve/Sauerland 1962 (unter dem Namen Kibi Williams)
- Ein Mann spielt Schicksal, München 1962 (unter dem Namen Kibi Williams)
- Heiße Kastanien, München 1963 (unter dem Namen Kibi Williams)
- Ein Mann hält sein Wort, München 1963 (unter dem Namen Kibi Williams)
- Die Besessenen, Hamburg 1964 (unter dem Namen Kibi Williams)
- Der Doppelgänger, Hamburg 1965 (unter dem Namen Kibi Williams)
- Unerbittliche Rache, Hamburg 1965 (unter dem Namen Kibi Williams)
- Stampede, Hamburg-Wandsbek 1966 (unter dem Namen Kibi Williams)